# Banglades az olimpiai játékokon
Banglades versenyzői 1984 óta mindegyik nyári olimpiai játékon részt vettek, ám a téli játékokon eddig egyszer sem képviseltették magukat.
2016-ig egyetlen bangladesi sem kvalifikálta még magát saját jogon, teljesítmény alapján az olimpiára. Az ország addig csak szabadkártyás sportolókat tudott kiküldeni a játékokra. A 2016-os riói olimpiára Sziddikur Rahmán golfozó ért el a kvalifikációs időszakban olimpiai részvételt érő eredményt először az ország történetében.
A Bangladesi Olimpiai Szövetség 1979-ben alakult meg, a NOB 1980-ban vette fel tagjai közé. Az Olimpiai Szövetség elnöke, Wali Ullah állítása szerint Banglades gyenge gazdasági helyzete okozza a sportolók gyenge sportteljesítményét. Banglades a legnépesebb olimpiai érem nélküli ország.

## Érmek a nyári olimpiai játékokon
| Olimpia              | Arany | Ezüst | Bronz | Összesen |
| 1984, Los Angeles    | 0     | 0     | 0     | 0        |
| 1988, Szöul          | 0     | 0     | 0     | 0        |
| 1992, Barcelona      | 0     | 0     | 0     | 0        |
| 1996, Atlanta        | 0     | 0     | 0     | 0        |
| 2000, Sydney         | 0     | 0     | 0     | 0        |
| 2004, Athén          | 0     | 0     | 0     | 0        |
| 2008, Peking         | 0     | 0     | 0     | 0        |
| 2012, London         | 0     | 0     | 0     | 0        |
| 2016, Rio de Janeiro | 0     | 0     | 0     | 0        |
| 2020, Tokió          | 0     | 0     | 0     | 0        |
| 2024, Párizs         | 0     | 0     | 0     | 0        |
| Összesen             | 0     | 0     | 0     | 0        |